# Kenner Garrard
Pour les articles homonymes, voir Garrard.
 (juin 2023).
Kenner Garrard (21 septembre 1827 - 15 mai 1879) est un brigadier général dans l'armée de l'Union pendant la guerre de Sécession. Membre d'une des familles de militaires les plus importantes de l'Ohio, il se comporte bien lors de la bataille de Gettysburg, et dirige une division de cavalerie dans l'armée du major général William T. Sherman au cours de la campagne d'Atlanta. Il acquiert une réputation de bravoure et est cité pour acte de bravoure à la bataille de Nashville comme commandant de division d'infanterie .

## Avant la guerre
Garrard naît dans la maison de son grand-père paternel dans le comté de Bourbon, au Kentucky, alors que sa mère lui rend visite. Son grand-père, James Garrard, est le deuxième gouverneur du Kentucky. Il grandit à Cincinnati, en Ohio, et reçoit un enseignement privé. Il est le frère des futurs généraux de la guerre de Sécession Jeptha Garrard et Israel Garrard. Un cousin germain, Theophilus T. Garrard, deviendra également un général de l'Union.
Kenner Garrard étudie brièvement à l'université Harvard à Cambridge, au Massachusetts, mais la quitte lors de sa deuxième année après avoir accepté une nomination à l'académie militaire de West Point. Il est diplômé, huitième de sa promotion de 1851 et est breveté second lieutenant au 4e régiment d'artillerie. Il est rapidement transféré dans le 1st U.S. Dragoons.
En 1855, Garrard est transféré dans le 2e régiment de cavalerie comme adjudant du colonel Albert Sidney Johnston et du lieutenant-colonel Robert Lee, les deux futurs généraux dans l'armée des États confédérés. Il stationne dans plusieurs postes dans le Sud-Ouest de la Frontière, y compris dans le territoire du Nouveau-Mexique.

## Guerre de Sécession
Lorsque la guerre de Sécession éclate en 1861, Garrard, alors capitaine, est en service dans un avant-poste du Texas. Fidèle unioniste, il est emprisonné par les autorités confédérées à la suite de la capitulation des troupes des États-Unis par le major général David E. Twiggs. Il est autorisé à partir vers le Nord. Il parvient à Washington, apportant avec lui 20 000 $ de fonds fédéraux qu'il avait cachés en venant du Texas, retournant l'argent au Trésor des États-Unis. En décembre 1861, il est nommé commandant de l'académie militaire de West Point.
Après avoir été officiellement échangé le 27 août 1862, Garrard est nommé colonel du 146th New York Infantry dans l'armée du Potomac et prend part aux batailles de Fredericksburg, Chancellorsville, et Gettysburg, où il succède au brigadier général Stephen H. Weed (qui est tué sur Little Round Top) au commandement de la troisième brigade de la division du major général George Sykes. En décembre 1863, il est nommé pour la promotion de brigadier général en date du 23 juillet 1863, commémorant la fin de la poursuite de l'armée de Virginie du Nord de Lee.
Il est nommé commandant dans le 3e régiment de cavalerie au sein de l'armée régulière, en novembre 1863, tout en continuant à détenir le grade de brigadier général dans l'armée de volontaires. En décembre 1863, il est nommé chef du bureau de la cavalerie à Washington, mais le mois suivant, à sa demande, il est déchargé de cette obligation pour prendre le commandement de la deuxième division de cavalerie à l'armée du Cumberland, et est transféré sur le théâtre occidental.
Garrard participe à la campagne d'Atlanta de Sherman en tant que commandant de division de la cavalerie, mais ne parvient pas à impressionner ses supérieurs. De retour dans l'infanterie, il participe à la bataille de Nashville, où lui et sa division font une bonne prestation. Le commandant de l'armée, le major général George H. Thomas, cite Garrard pour bravoure à Nashville. En conséquence, il reçoit un brevet de major-général des volontaires et un brevet de brigadier général dans l'armée régulière pour ses performances au combat. Il reçoit également le brevet de major-général dans l'armée régulière, en date du 13 mars 1865, dans le cadre des nominations en masse de brevet à la fin de la guerre. Il termine la guerre en Alabama et joue un rôle dans la capture de Montgomery.

## Après la guerre
Garrard reste dans l'armée régulière après la fin de la guerre en tant que commandant du district de Mobile, mais démissionne le 9 novembre 1866. Il retourne à Cincinnati, où il travaille en tant que courtier immobilier. Il consacre le reste de sa vie aux affaires civiles et à des études historiques. Il est directeur du festival de musique de Cincinnati pendant plusieurs années. Il ne s'est jamais marié.
Il a écrit  Nolan's System for Training Cavalry Horses (1862) New International Encyclopedia[réf. nécessaire]
Il meurt à Cincinnati, dans l'Ohio, à l'âge de 51 ans et est enterré dans le cimetière de Spring Grove.